# Illzach
Illzach település Franciaországban, Haut-Rhin megyében. Lakosainak száma 15 115 fő (2022. január 1.). Illzach Wittenheim, Rixheim, Riedisheim, Mulhouse, Kingersheim és Sausheim községekkel határos.

## Népesség
A település népességének változása:
| Lakosok száma | 14 870 | 14 626 | 14 732 | 14 691 | 14 680 | 14 784 | 14 380 | 14 829 | 15 115 |
|               | 2013   | 2015   | 2016   | 2017   | 2018   | 2019   | 2020   | 2021   | 2022   |